# يوسف حلاق
يوسف حلاق (1939- 2007 م) كاتب وأستاذ ومترجم أدبي سوري. وهو عضو اتحاد الكتَّاب العرب. 

## سيرته
ولد يوسف حلاق في مدينة يبرود، على بعد 80 كم شمال دمشق في حِقْبة الانتداب على الجمهورية السورية، تلقَّى علومه في يبرود ودمشق، سافر إلى موسكو وأقام فيها للدراسة في جامعة موسكو الحكومية حيث حصل على درجة الماجستير في اللغة الروسية وآدابها عام 1964. وبعد عودته إلى وطنه بدأ في تدريس اللغة الروسية في المعهد العالي للغة الروسية في جامعة دمشق وفي مدارس مختلفة في المدينة، وكان عضوًا في هيئة تحرير مجلة «الآداب الأجنبية» التي يصدرها اتحاد الكتاب العرب في دمشق من 1977 إلى 1982، بدأ الترجمة في 1968 حيث ترجم العديد من الأعمال والمنشورات الروسية من اللغة الروسية إلى لغته العربية منذ عام 1968.
انضم إلى اتحاد الكتاب العرب وجمعية الترجمة التابعة لها، وترجم 18 كتابًا باللغة الروسية منها أعمال مختارة لشخصيات بارزة مثل فلاديمير لينين، ورسول حمزاتوف، وميخائيل بولجاكوف.

## آثاره
نشر عدة ترجمات من اللغة الروسية في دمشق وبيروت من عام 1968 إلى عام 1990.
1. «الجمال في تفسيره الماركسي»، دراسة لمجموعة من العلماء السوفييت، ترجمة، دمشق، 1968.
2. «قصص عن لينين لوناتشارسكي»، ترجمة، دمشق، 1970.
3. «الكحول والأولاد» روسليس، ترجمة، دمشق، 1972.
4. «في الأدب والفن»، لينين، ترجمة في جزأين، دمشق، 1972-1973.[2]
5. «دراسات أدبية وفكرية»، الكسندر بلوك، ترجمة، دمشق، 1977.
6. «أسس علم الجمال الماركسي اللينيني»، مجموعة من العلماء، ترجمة، بيروت 1978.
7. «بلدي»، رسول حمزاتوف، ترجمة بالاشتراك مع عبد المعين الملوحي، بيروت، الطبعة الأولى: 1979 الطبعة الثانية: 1982.[3]
8. «نصوص مختارة»، لبيلنسكي، ترجمة، دمشق، 1980.[4]
9. «المبارزة»، الكسندر كوبرين، رواية، ترجمة، دمشق، 1982.
10. «مولك»، كوبرين، رواية، ترجمة، دمشق، 1982.
11. «علاقات الفن الجمالية بالواقع»، نيكولاي غفريلوفتش، ترجمة، دمشق، 1982.[5]
12. «في الثقافة»، دراسة لغوربونوف، ترجمة، بيروت 1982.
13. «نقود لماريا»، رسبوتين، رواية، ترجمة، دمشق، 1984.[6]
14. «الأدب والعلوم الإنسانية»، دراسة مجموعة من العلماء، ترجمة، دمشق، 1986.[7]
15. «المعلم ومرغريتا»، ميخائيل بولغاكوف، رواية، ترجمة، دمشق، 1986.[8]
16. «الكلمة في الرواية»، ميخائيل بختين، دراسة، ترجمة، دمشق، 1988.[9]
17. «أشكال الزمان والمكان في الرواية»، م. بختين، دراسة، ترجمة، دمشق، 1990.
18. «حياة إنسان» المؤلف ليونيد أندرييف (1871-1919)، ترجمة وتقديم يوسف حلاق، مراجعة شريف شاكر، المجلس الوطني للثقافة والفنون والآداب.[10]
19. «الدكتور غلاس» المؤلف يلمار سودربرغ (1869-1941)، ترجمة يوسف حلاق.[11]
20. «ماشينكا: رواية عالمية» تأليف: فلاديمير فلاديميروفيتش (1899-1977)، ترجمة يوسف حلاق، دمشق: وزارة الثقافة، 1999.[12]
21. «الأيام الأخيرة (بوشكين): مسرحية في أربعة فصول» تأليف: ميخائيل بولغاكوف، ترجمة يوسف حلاق، دمشق: وزارة الثقافة، 1998.[13]

## وفاته
توفي يوسف حلاق في دمشق، عام 2007م، عن عمر ناهز سبعين عامًا.